# Nitroeteno
Nitroeteno  é um composto químico orgânico de fórmula C2H3NO2. É o mais simples dos nitroalcenos. Foi sintetizado pela primeira vez no início do século XX através de desidratação de 2-nitroetanol.

## Produção
Nitroetileno pode ser produzido pela reação do nitrometano com formaldeído ou paraformaldeído (uma forma polimérica), produzindo o intermediário 2-nitroetanol, que após uma reação de desidratação E2 catalisada por ácido gera o produto.